# Kyivstar
Kyivstar (en ucraïnès: Київстар) és una empresa ucraïnesa de telecomunicacions que proporciona serveis de comunicació i transmissió de dades basats en una àmplia gamma de tecnologies fixes i mòbils, incloses les 3G i 4G (LTE). La xarxa mòbil "Kyivstar" cobreix totes les ciutats i pobles d'Ucraïna. A partir de l'any 2018, Kyivstar era l'operador de telefonia mòbil més gran, així com un dels majors proveïdors d'Internet d'accés a banda ampla (servei "Internet a casa") a Ucraïna.

## Història
"Kyivstar" va ser fundada i registrada a Ucraïna el 1994, proporciona serveis de comunicacions mòbils des de 1997. La seu social de la companyia es troba a Kyiv. Kyivstar és membre del grup internacional de telecomunicacions VEON (Països Baixos). Les accions de VEON estan a flotació lliure a les borses de valors de NASDAQ, Nova York i Euronext, Amsterdam.
Des del seu primer moment, la companyia sempre s'ha creat estar lligada amb familiars de l'antic president ucraïnès Leonid Kuchma, aconseguint així una actitud preferent de diverses agències governamentals en el passat.
Els codis de xarxa de Kyivstar són +38068 (antics clients de Beeline), +38067 (clients de postpagament i prepagament), +38096, +38097 i +38098 (Djuice i prepagament).
La companyia ha permès a la seva xarxa existent amb capacitats push-to-takly al gener de 2007.
Els principals competidors locals de Kyivstar són MTS Ucraïna i LifeCell.
El 2004, Kyivstar es va convertir en l'operador oficial mòbil de l'equip olímpic d'Ucraïna.
El 2004, Kyivstar per primera vegada a Ucraïna va demostrar la tecnologia de transmissió de dades d'alta velocitat EDGE, es va convertir en l'operador mòbil oficial de l'equip nacional olímpic d'Ucraïna i l'emissió de bons corporatius per Kyivstar GSM va ser reconeguda com la millor operació financera de l'any als mercats emergents internacionals.
El 2007, Alain Robert va pujar a l'edifici de 63 metres d'altura de Kyivstar a Kíev com a part de la campanya de promoció de la companyia.
El 2010, l'èxit global d'aquests projectes com "DMD" (Djuice Music Drive), "Manual de SubrScriptors de Kyivstar", i "Correu electrònic mòbil".
El 5 de febrer de 2015, Kyivstar va renunciar oficialment a les seves estacions base en territori controlat per separatistes prorussos durant la guerra a Donbass. Els mesos següents la companyia va acusar els separatistes de la República Popular de Donetsk de la creació del seu propi operador de xarxa mòbil amb aquestes estacions base. El 18 d'abril de 2015 el líder separatista prorus Aleksandr Zakharchenko va publicar un decret que indica que tots els equips que Kyivstar va abandonar caigudes sota el control dels separatistes per tal de "satisfer les necessitats de la població en els serveis de comunicació". El president de Kyivstar Petro Chernyshov va etiquetar l'operador de la República Popular de Donetsk "Només robatori".
El 23 de febrer de 2015, Kyivstar va adquirir una licència per proporcionar serveis en la norma UMTS, que pertany a la tercera generació de comunicacions mòbils (3G), en una licitació. Segons les condicions de la licitació, l’operador es compromet a llançar una xarxa de tercera generació al territori de tots els centres regionals d’Ucraïna dins dels 18 mesos posteriors a la competició i en un termini de 6 anys al territori de tots els centres regionals i de tots els assentaments amb una població de més de 10 mil persones.

## Política de tarifa
L'abril de 2018, la companyia disposa de tarifes per a dos grups d'usuaris, amb pagament per avançat i contracte.
Per a les tarifes d'usuaris de prepagament es troben en un rang de 75 UAH / mes ("xarxes socials il·limitats") a 225 UAH / mes ("màxim il·lim").
Per als usuaris postpagats, les tarifes oscil·len entre 100 UAH / mes ("Kyivstar 4G") fins a 1000 UAH / mes ("Kyivstar 4G Business VIP").

## Consell directiu
La companyia és gestionada per un Consell d'Administració, que inclou:
- Oleksandr Komarov, president[5]
- Valentin Neacsu, ciutadà de Romania. Director tècnic.
- Henrich Daubner, ciutadà d'Eslovàquia. Director financer.